# 割塚通
割塚通（わりづかどおり）は兵庫県神戸市中央区の町名の一つ。区の東部にあり、東を灘区に接する。商店・飲食店・工場の立ち並ぶ商業地域。一～七丁目に分かれる。

## 地理
近隣商業地域。町域は東西に細長く、東から順に一～七丁目がある。
中央を山手幹線が東西に貫き、南部ではJR東海道本線と阪急電鉄神戸本線とが並走して2丁目で南北方向へ分岐している。
一丁目に市立更生センター・更生援護相談所、二丁目に天理教本陽分教会と金光教筒井教会、四丁目に割塚温泉、七丁目に中西市場がある。
北で大日通、東で灘区灘北通、東部の南で脇浜町、西部の南で筒井町、西で国香通と隣接している。

## 歴史
大正5年（1916年）神戸市葺合町の一部から成立。初め神戸市の町名で、区制施行で昭和6年（1931年）からは神戸市葺合区、葺合区が生田区と合併して昭和55年（1980年）からは神戸市中央区の町名となった。
昭和47年（1972年）、筒井町一～三丁目・脇浜町一～三丁目の各一部を編入。
町名の由来は和里墓または和里塚と呼ばれた古墳があったことから。この割塚古墳は古墳時代後期の横穴式石室を持つ円墳とみられている。布敷首（ぬのしきのおびと）なる古代の豪族の墓と信じられていて、大正15年（1926年）に建てられた「布敷首霊地」の碑もあるが、実際の被葬者は明らかではない。塚の名前については『五畿内志』および『摂津名所図会』では由来不明とあるが、『葺合懐古三千年史』によれば豊臣秀吉が大坂城を築城する際に石材確保のために古墳を破壊して大石を持ち去ったために「割塚」と呼ばれるようになったのだという。「黄金千枚が埋められており村が疲弊したら黄金を掘り出せ」という言い伝えもあった。
塚の上にはいつからか稲荷神社が建てられていた。昭和11年（1936年）、阪神急行電鉄（現在の阪急電鉄）が高架で三宮へ乗り入れる際に当地域の西側へ春日野道駅が設置される事になったため、塚と稲荷神社は撤去され、元の位置から南西へ20mの市立更生援護相談所の横に割塚古墳跡の標石と石碑が立てられた。

## 統計
- 平成22年（2010年）の世帯数520・人口819[1]。
- 昭和60年（1985年）の世帯数371・人口941[6]。
- 昭和35年の（1960年）世帯数605・人口2,250[2]。
- 大正9年（1920年）の世帯数642・人口2,894[2]。